# Mesure de la réserve coronaire
La mesure de la réserve coronaire (ou FFR, acronyme du terme anglais « Fractional Flow Reserve ») est une technique utilisée au cours d'une coronarographie pour juger de l'importance d'un rétrécissement d'une artère coronaire.

## Technique
La mesure du rétrécissement se fait en détectant la différence de pression entre l'aval et l'amont d'une sténose, le lit d'aval étant vasodilaté au maximum.
Elle nécessite l'emploi d'une sonde spéciale de coronarographie, munie d'un capteur de pression, reliée à une console d'affichage. Cette sonde est mise en place dans l'artère coronaire à examiner et la mesure est effectuée après injection d'un vasodilatateur en aval du rétrécissement. La mesure est exprimée en pourcentage : proche de 100, l'artère est perméable sans rétrécissement.
La reproductibilité de l'examen est bonne, avec une faible variabilité, quels que soient les conditions hémodynamiques. il existe un certain nombre de causes d’artefacts pouvant nuire à la précision de la mesure.
Une autre technique est basée sur la reconstruction tridimensionnelle du réseau coronarien à partir d'une coronarographie traditionnelle, sans utilisation d'une sonde avec capteur de pression et sans injection d'un médicament vasodilatateur.  Cette méthode s'avère aussi fiable que la technique de référence.

## Intérêt
La quantification du degré du rétrécissement artériel peut aider à porter une indication d'angioplastie coronaire. Il permet ainsi de réduire le taux d'accidents ou de récidive des lésions.
Au-dessus de 0.8, la sténose est considérée comme non significative, sans indication de revascularisation et ce seuil est communément admis dans les recommandations européennes et américaines.
Une réserve diminuée est corrélée avec un risque plus important de survenue d'une maladie cardio-vasculaire.
En pratique, elle est essentiellement utilisée pour les sténoses jugées visuellement « intermédiaires » afin de décider d'une angioplastie ou non. Dans ce cas, environ un tiers des lésions se révèlent être significatives, justifiant une revascularisation.

## Technique alternative
L'échographie endovasculaire est une technique alternative permettant également de juger du degré de sténose, avec un résultat comparable en termes de prévention du risque de survenue d'accidents cardiaques.
La mesure du gradient de pression, sans injection d'un vasodilatateur, peut également aider au diagnostic. ce gradient, mesuré au milieu de la diastole s'avère d'un intérêt équivalent à la mesure de la réserve coronaire.